# Чимішлійський район
Чимішлійський район або Чімішлія (рум. Cimișlia) — район у центрально-південній Молдові. Адміністративний центр — Чімішлія.
Межує зі Гинчештським районом на північному заході та Яловенським на півночі, з Каушенським — на сході, з Тарутинським районом України на південному сході, Бессарабським районом і Гагаузькою автономією — на півдні та Леовським районом на заході.
Національний склад населення згідно з Переписом населення Молдови 2004 року.
| етнічна група       | кількість осіб | Частка, %  |
| ------------------- | -------------- | ---------- |
| молдовани румуни    | 52 972 331     | 86,95 0,54 |
| українці            | 3 376          | 5,54       |
| росіяни             | 2 371          | 3,89       |
| болгари             | 1 341          | 2,20       |
| гагаузи             | 278            | 0,46       |
| цигани              | 95             | 0,16       |
| поляки              | 10             | 0,02       |
| євреї               | 7              | 0,02       |
| інші національності | 144            | 0,24       |
| Всього              | 60 925         | 100        |